# Гомозигота

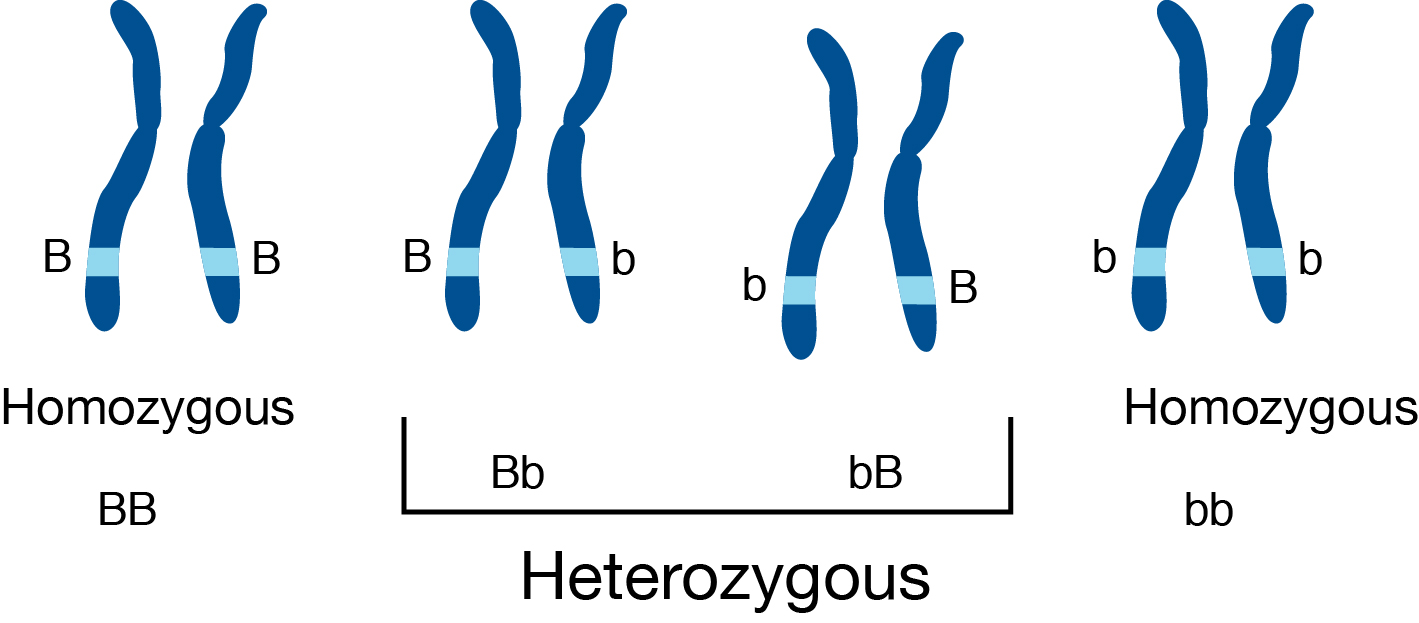
Гомозиготи і гетерозиготи

Гомозиго́та (від грец. гомос — однаковий та зиготос — сполучений разом) — диплоїдна або поліплоїдна клітина (особина), гомологічні хромосоми якої несуть однакові алелі певних генів.
Грегор Мендель першим встановив факт, що рослини, схожі на вигляд, можуть різко відрізнятися за спадковими властивостями. Особини, що не дають розщеплювання в наступному поколінні, отримали назву гомозиготних. Особини, у потомстві яких виявляється розщеплювання ознак, назвали гетерозиготними.